# Tolga (Norvegia)
Tolga este o comună din provincia Innlandet, Norvegia.